# Zdeněk Moučka
Zdeněk Moučka (* 16. září 1953 Vysoké Mýto) je bývalý český hokejový obránce.

## Hokejová kariéra
V československé lize hrál za TJ Tesla Pardubice, TJ VSŽ Košice a TJ Zetor Brno. Odehrál 10 ligových sezón, nastoupil ve 348 ligových utkáních, dal 23 ligových gólů a měl 53 asistencí. V nižších soutěžích hrál i za TJ ŽĎAS Žďár nad Sázavou a během vojenské služby za Duklu Jihlava „B“ a VTJ Litoměřice.

## Klubové statistiky
| Sezona    | Klub                     | Soutěž  | Základní část | Základní část | Základní část | Základní část | Základní část |
| Sezona    | Klub                     | Soutěž  | Z             | G             | A             | B             | TM            |
| --------- | ------------------------ | ------- | ------------- | ------------- | ------------- | ------------- | ------------- |
| 1973/1974 | Dukla Jihlava „B“        | 2. liga | 15            | 1             | 2             | 3             | 14            |
| 1974/1975 | Dukla Jihlava „B“        | 2. liga | 38            | 0             | 6             | 6             | 12            |
| 1974/1975 | VTJ Litoměřice           | 3. liga | 28            | 20            | -             | -             | -2            |
| 1976/1977 | TJ Tesla Pardubice       | 1. liga | 35            | 1             | 1             | 2             | 8             |
| 1977/1978 | TJ Tesla Pardubice       | 1. liga | 26            | 1             | 2             | 3             | 14            |
| 1978/1979 | TJ VSŽ Košice            | 1. liga | 36            | 4             | 12            | 16            | 22            |
| 1979/1980 | TJ VSŽ Košice            | 1. liga | 37            | 3             | 3             | 6             | 6             |
| 1980/1981 | TJ VSŽ Košice            | 1. liga | 42            | 6             | 13            | 19            | 12            |
| 1981/1982 | TJ Zetor Brno            | 1. liga | 30            | 2             | 1             | 3             | 10            |
| 1982/1983 | TJ Zetor Brno            | 1. liga | 40            | 4             | 6             | 10            | 10            |
| 1983/1984 | TJ Zetor Brno            | 1. liga | 41            | 1             | 7             | 8             | 12            |
| 1984/1985 | TJ Zetor Brno            | 1. liga | 37            | 3             | 6             | 9             | 12            |
| 1985/1986 | TJ Zetor Brno            | 1. liga | 24            | 0             | 2             | 2             |               |
| 1986/1987 | TJ ŽĎAS Žďár nad Sázavou | 3. liga | 26            | 4             | -             | -             | -             |
| 1987/1988 | TJ ŽĎAS Žďár nad Sázavou | 3. liga | 28            | 3             | 1             | 4             | -             |
| 1988/1989 | TJ ŽĎAS Žďár nad Sázavou | 3. liga | 28            | 6             | 1             | 7             | -             |
| 1989/1990 | TJ ŽĎAS Žďár nad Sázavou | 3. liga | -             | 3             | -             | -             | -             |
| 1990/1991 | TJ ŽĎAS Žďár nad Sázavou | 3. liga | -             | 1             | 1             | 2             | -             |